# Sydathen
Sydathen (græsk: Νότιος Τομέας Αθηνών) er en af Grækenlands regionale enheder. Den er en del af periferien Attica. Den regionale enhed dækker den sydlige del af byområdet Athen.

## Administration
Som en del af Kallikratis regeringsreform i 2011 blev den regionale enhed Sydathen oprettet ud af en del af det tidligere præfektur Athen. Den er opdelt i 7 kommuner. Disse er (nummeret refererer til kortet i infoboksen): 
- Agios Dimitrios (4)
- Alimos (7)
- Elliniko-Argyroupoli (14)
- Glyfada (12)
- Kallithea (20)
- Moschato-Tavros (24)
- Nea Smyrni (26)
- Palaio Faliro (27)